# ウィスカセット (メイン州)
ウィスカセット（英: Wiscasset）は、アメリカ合衆国メイン州の町。リンカーン郡の郡庁所在地である。州内のミッドコースト（海岸中央部）と呼ばれる地域に入っている。人口は3,732人（2010年）。町内には環境教育を行っているチェウォンキ財団があり、古い建築物があるので観光地になっている。

## 歴史
1605年、フランス人探検家サミュエル・ド・シャンプランがここに上陸し、土地のインディアンと贈り物を交わしたと言われている。潮汐のあるシープスコット川沿いにあり、1663年に入植が行われた。1675年のフィリップ王戦争のときに村が放棄され、1730年頃に再入植があったが、フレンチ・インディアン戦争でも放棄された。1760年、マサチューセッツ湾直轄植民地総督のトマス・パウナルにちなんでパウナルボロとして法人化された。1802年、当初のアベナキ族インディアンの名前、ウィスカセットに戻された。この言葉は「港から出て来るがどこにいるか分からない」という意味がある。
アメリカ独立戦争のとき、イギリスの軍艦レインボーがウィスカセット港で停泊し、町から補給物資を差し出すまで威嚇を続けた。
1775年、ジャック・バンカー船長がウィスカセット港に停泊していたイギリスの補給船ファルマス・パケットに積みこまれていた給与金を盗んだとされている。その後何日も追跡され、リトルシール島で捕まえられた。その宝物が見つけられることはなかったとされている。
独立戦争のときに包囲戦があったので、1808年にシープスコット川の対岸にエッジコム砦が建設され、町と港を守ることとされた。ウィスカセットの町が繁栄した証として、港が私掠船で重要な位置にあったときに建設された連邦様式の建物などが残されている。この時代に建てられたキャッスル・タッカーと、ニッケルズ・ソートウェル邸の2軒の住居は、現在、非営利団体のヒストリック・ニューイングランドが運営する博物館になっている。
ウィスカセットの海港は造船、漁業、製材業の中心になった。ボストンの北では最も繁華な海港になっていたが、1807年の通商禁止法によってイングランドとの貿易のほとんどが止められた。ウィスカセットの事業と貿易業の大半が潰された。
1820年、メイン・ミズーリ妥協の成立によって、メインは公式に州に昇格された。ウィスカセットの町を州都にすることも検討されたが、大洋に近いという理由で採用されなかった。
南北戦争のとき、ウィスカセットの住人が多くメイン第20志願歩兵連隊に入隊した。この連隊はゲティスバーグの戦いで勇敢に戦ったとして顕彰された。
1871年、ノックス・アンド・リンカーン鉄道がウィスカセットまで開通した。この鉄道は1901年にメイン・セントラル鉄道に吸収された。1927年、ケネベック川に架かるカールトン橋の完成によって、全国的な鉄道網に繋がることになった。

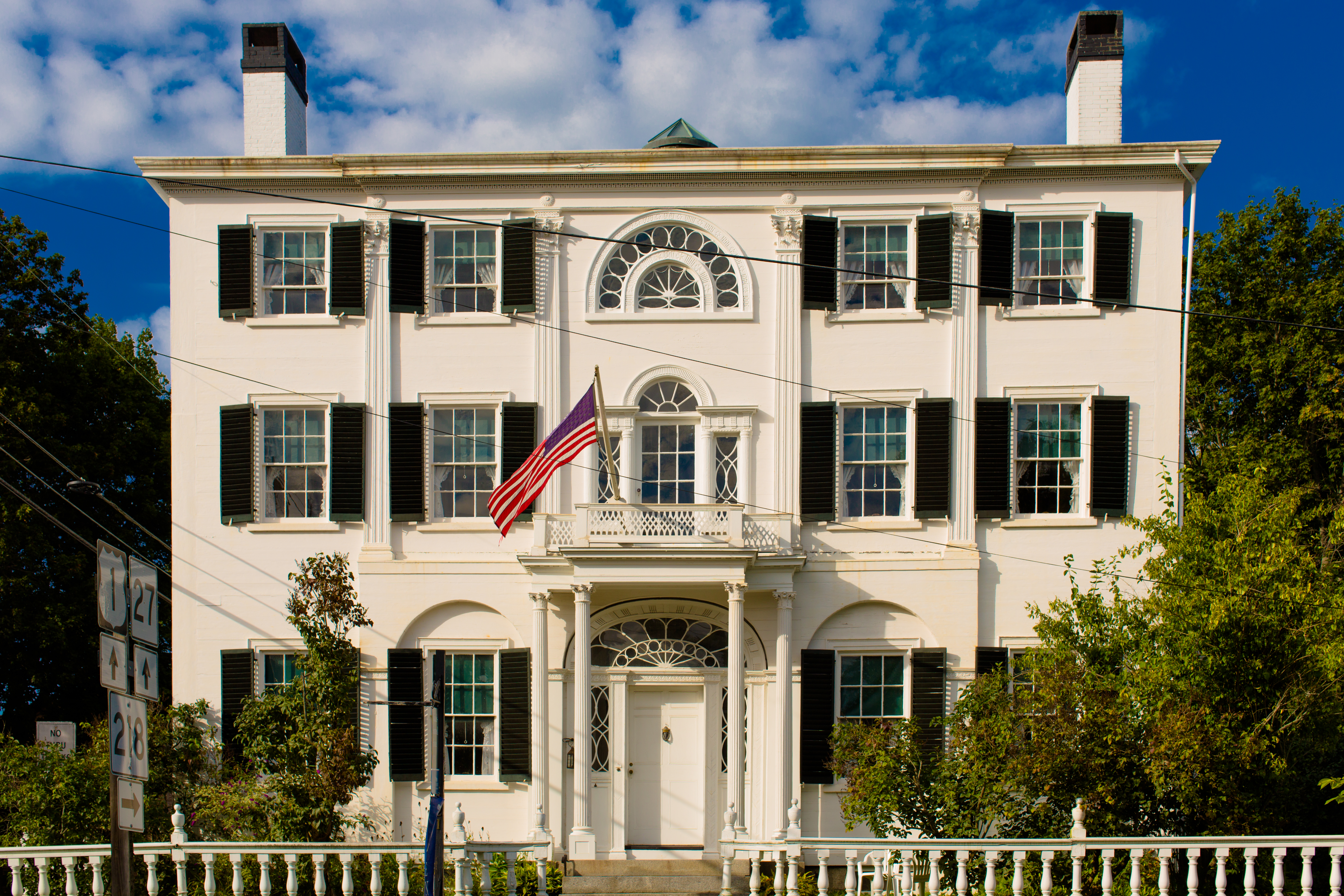
ニッケルズ・ソートウェル邸、1807年建設

ウィスカセットは2フィート (610 mm) 狭軌のウィスカセット・ウォータービル・アンド・ファーミントン鉄道と標準軌の交点であり、海港の終点だった。工事は1894年に始まり、列車の運行は1895年にウィスカセット・アンド・ケベック鉄道として始められた。1913年までに43.5マイル (70 km) 北のアルビオン町まで毎日貨物と旅客列車が運行され、ウィークスミルズからノースバッサルボロまでの11マイル (18 km) の貨物用支線もあった。
旅客と貨物は、第一次世界大戦の後に次第に道路交通に頼るようになった。フランク・ウィンターが1930年頃に鉄道を買収し、チャイナから持ち船のスクーナー、ヘスパーとルーサー・リトルまで木材を運ばせた。1930年代初期、早朝の列車がアルビオンからウィスカセットまで運行され、午後の列車がアルビオンに戻り、アメリカ合衆国でも最後の2フィート (610 mm) 狭軌の郵便車を移動させた。1933年6月15日、ホワイトフィールドで朝の列車が脱線して、鉄道輸送が中断され、その後はスクーナーに材木を積んで海岸の大都市に運んだ。
近年まで、アメリカ国道1号線の橋近くに停泊する2隻の船が観光の対象になっていた。それはウィンターの4本マスト貨物スクーナー、ヘスパーとルーサー・リトルだった。この2隻は起業家のフランク・W・ウィンターが競売でそれぞれ600ドルで落札し、1932年にウィスカセットに曳航してきた。その後ウィンターの早すぎた死去のあとに放棄された。その後の66年間、老朽化したこれら船舶はメイン州でもよく写真の対象にされるものになった。1998年、暴風のために最後のマストが折れ、朽ち果てた残骸はシープスコット川から除去されることになった。

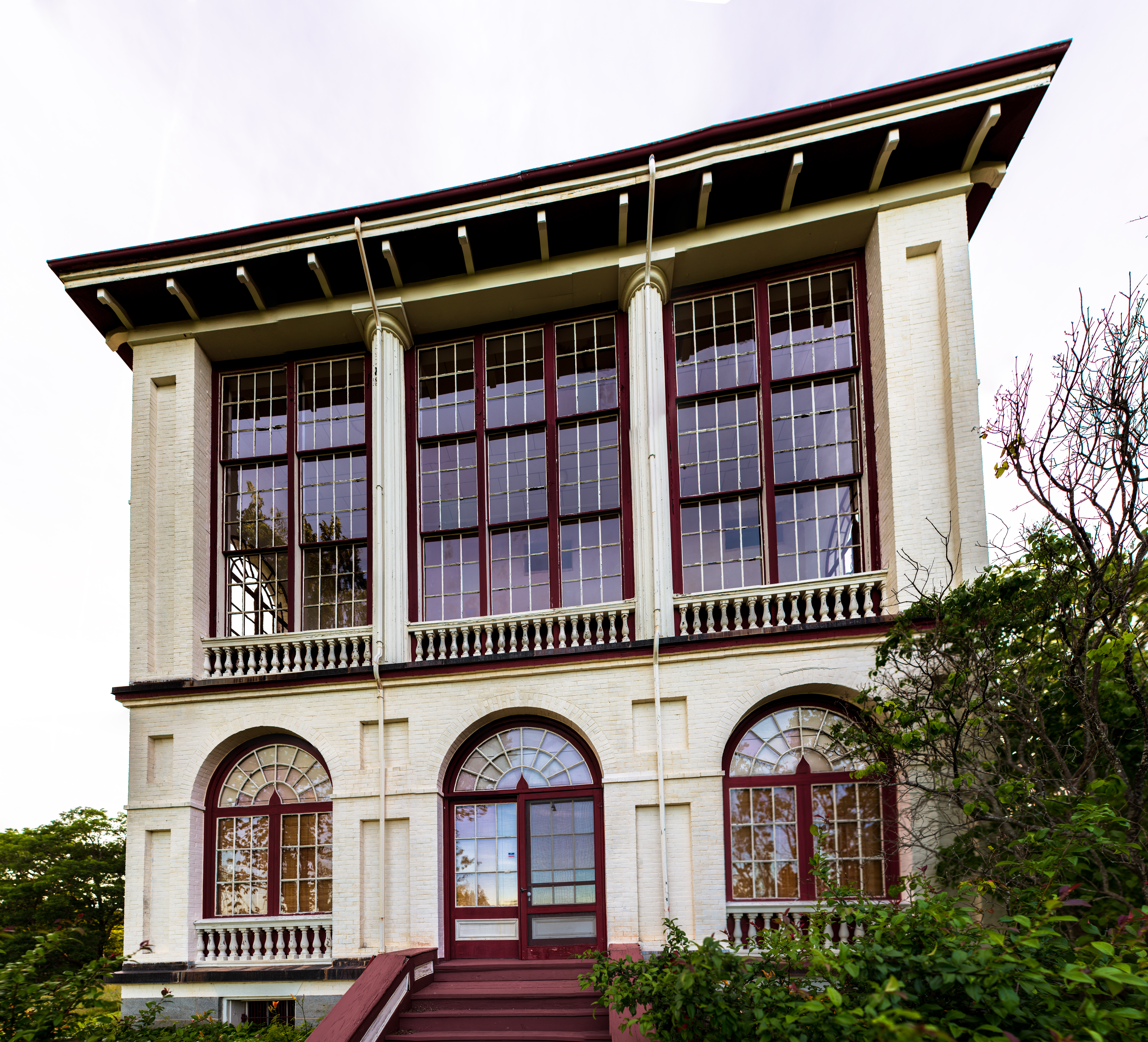
キャッスル・タッカー、1807年建設
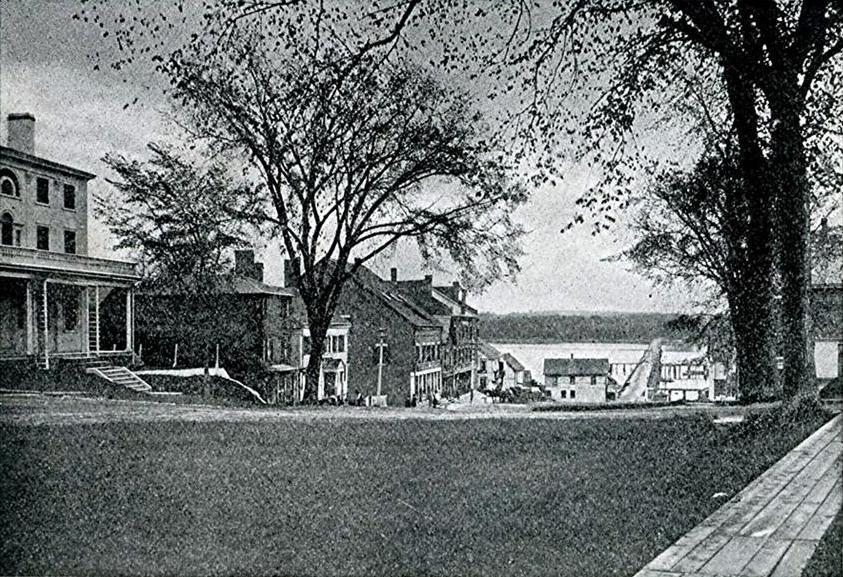
メインストリート、1900年
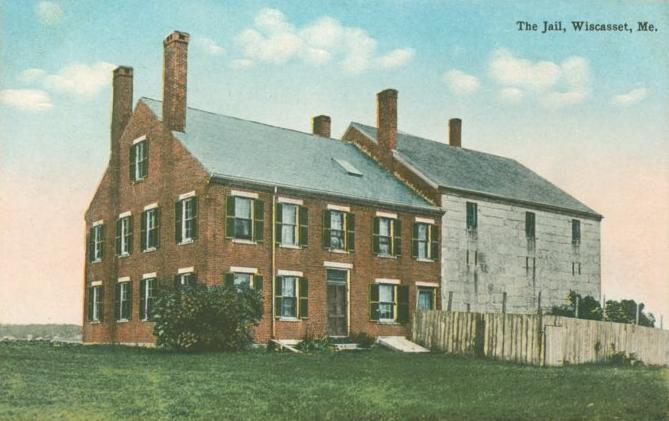
ウィスカセット監獄と博物館、1912年頃
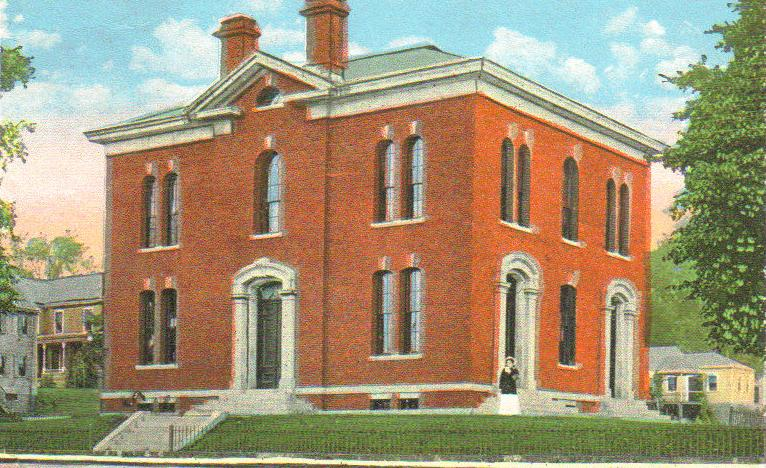
旧税関と郵便局、1870年建設

## 産業
1972年から1996年、ウィスカセットにはベイリー・ポイントに州内唯一の原子力発電所である加圧水型原子炉のメイン・ヤンキーがあった。1996年に閉鎖され、現在は使われていない。その閉鎖以降、就職機会が失われ、人口と公立学校の入学者が激減した。ブラッドリー・ウィテカーが行った高校卒業式の答辞では、「あの就職機会が無くなったことで我々の社会、周辺の町と学校体系が変わった。我々は皆友達が去って行った。我々の両親には税が劇的に高くなり、学校の入学者は激減し、教師や管理者が居なくなり、授業とスポーツがなくなった」と述べていた。
町は2007年にメイン・ヤンキーに代えて石炭ガス化発電所に置き換えようとしたが、住民投票でその計画が否決された。
ウィスカセットには町の南のシープスコット川沿いに石炭と蒸気の発電所であるメイソン・ステーションもあった。この発電所は1941年から送電していたが、1991年に閉鎖された。その施設跡は現在、多目的オフィス、軽工業、住宅と店舗の複合施設など再開発が提案されている。
2008年、チェウォンキ財団がシープスコット川沿いに潮汐発電所を建設する計画を発表した。アメリカエネルギー規制委員会が2009年にこの計画を許可した。しかしこの計画はその後進展していない。
1973年に設立されたライネル社が親水性のポリウレタン・プレポリマー製品を加工する装置を開発し建設した。この会社は2010年にメルンリッケ・ヘルスケアに買収された。2014年1月、同社がウィスカセットにある製造施設の拡張計画を発表した。

## 全国ニュースになった出来事

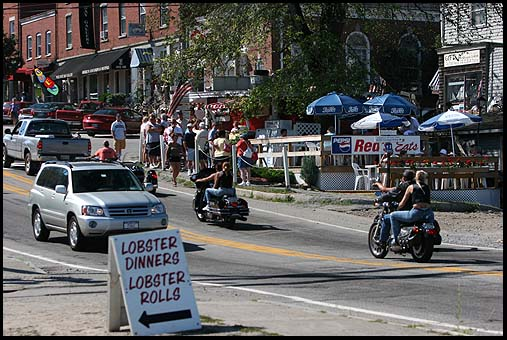
メインストリート（アメリカ国道1号線）、2005年の観光シーズン

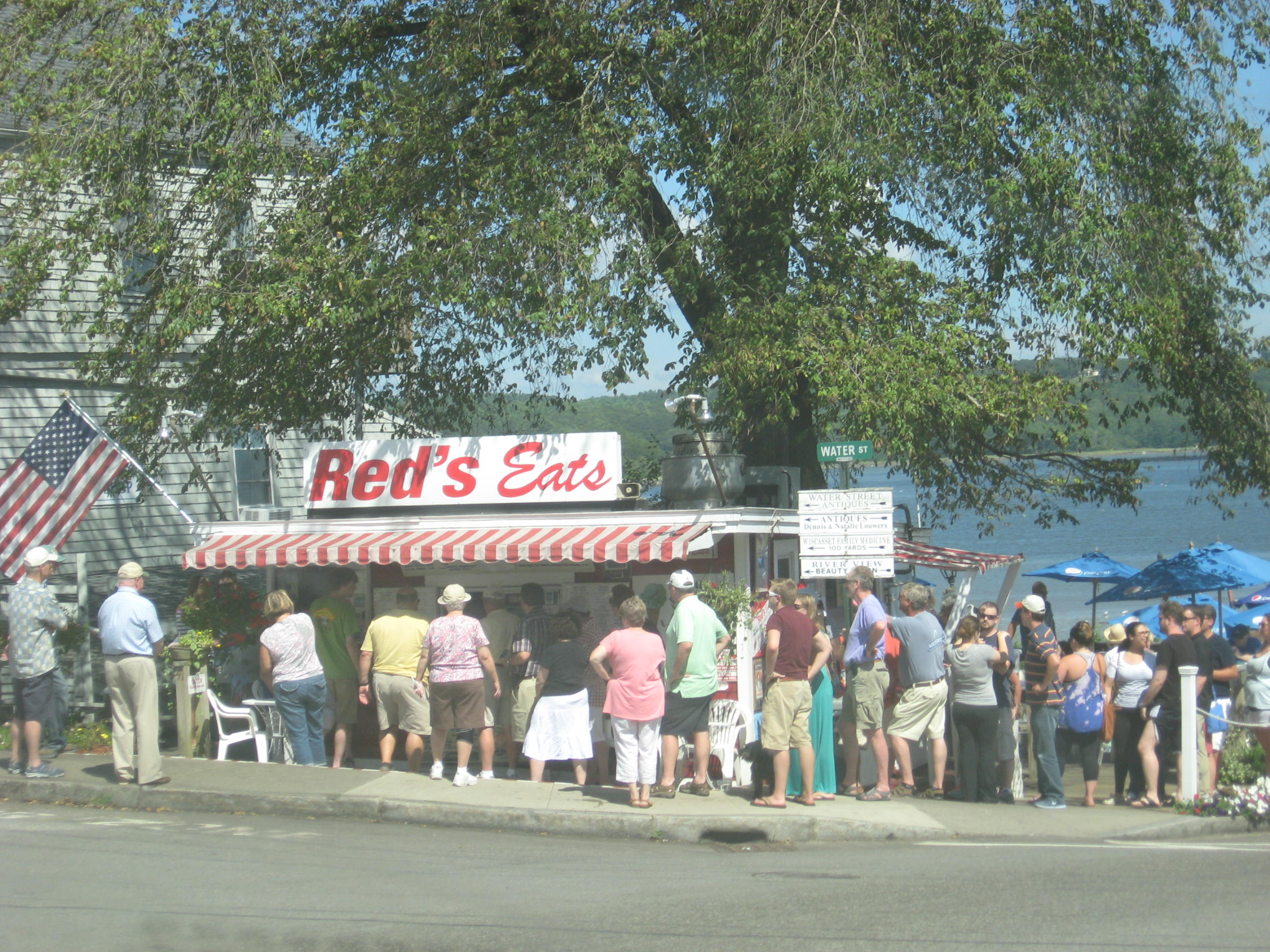
「レッヅ・イーツ」、ロブスターの有名なテイクアウトレストラン

ウィスカセットは世界最小の教会があることで、ギネスブックに載せられた。この教会はネバダ州ラスベガスにある「リプリーのBelieve It or Not!」博物館で時折展示されている。
1991年5月1日、メイン・ヤンキー原子力発電所でボヤが起きた。この火事で大量の煙を吐き出し、実際より事態が悪化しているように見させた。写真家キース・ブルックスが撮影したビデオフィルムを地元メディアが取得し、NBCナイトリーニュースに渡した。この火事は大した脅威にはならなかったが、地元住民の多くが環境に対する問題だと考え、何度かの住民投票で閉鎖に追い込むことになった。
2009年、町はアメリカ独立宣言の原書を請求する法廷闘争に負けた。この文書は元の町の役人の娘ソル・ホルブルックによって、誤って売却されていた。バージニア州の裁判所は、2002年にこの文書を475,000ドルで購入したリチャード・L・アダムズ・ジュニアに所有権があると裁定した。メイン州はこの訴訟に4万ドル近くを遣っていた。
「レッヅ・イーツ」は国道1号線沿いのドナルド・E・デイビー橋の傍にある小さなテイクアウトレストランであるが、「USAトゥデイ」やナショナルジオグラフィックなど20以上の雑誌と新聞、さらにはCBSの「サンディモーニング」やビル・ガイストによるレポートなど、全国ネットワークのテレビで取り上げられてきた。このレストランはメイン州最大の交通渋滞を生んでいると言われている。

## 地理
アメリカ合衆国国勢調査局に拠れば、町域全面積は27.66平方マイル (71.64 km2)であり、このうち陸地24.63平方マイル (63.79 km2)、水域は3.03平方マイル (7.85 km2)で水域率は10.96%である。町内をシープスコット川が流れている。

### 気候
ウィスカセットの気候は季節によって温度差が大きいのが特徴であり、夏は暖かいか暑くて湿度が高いことが多く、冬は寒くて時には厳しい寒さになる。ケッペンの気候区分に拠れば、湿潤大陸性気候、略号ではDfbにあたる。

## 人口動態

### 2010年国勢調査
以下は2010年の国勢調査による人口統計データである。
| 基礎データ - 人口: 3,732 人 - 世帯数: 1,520 世帯 - 家族数: 993 家族 - 人口密度: 58.5人/km2（151.5 人/mi2） - 住居数: 1,782 軒 - 住居密度: 28.0軒/km2（72.4 軒/mi2） 人種別人口構成 - 白人: 96.8% - アフリカン・アメリカン: 0.5% - ネイティブ・アメリカン: 0.4% - アジア人: 0.9% - その他の人種: 0.1% - 混血: 1.4% - ヒスパニック・ラテン系: 1.0% | 年齢別人口構成 - 18歳未満: 19.7% - 18-24歳: 8.8% - 25-44歳: 24.1% - 45-64歳: 31.1% - 65歳以上: 16.4% - 年齢の中央値: 44歳 - 性比（女性100人あたり男性の人口） - 総人口: 102.4 世帯と家族（対世帯数） - 18歳未満の子供がいる: 27.8% - 結婚・同居している夫婦: 49.1% - 未婚・離婚・死別女性が世帯主: 10.9% - 非家族世帯: 34.7% - 単身世帯: 28.1% - 65歳以上の老人1人暮らし: 11.4% - 平均構成人数 - 世帯: 2.32人 - 家族: 2.79人 |

### 2000年国勢調査
以下は2000年の国勢調査による人口統計データである。
| 基礎データ - 人口: 3,603 人 - 世帯数: 1,472 世帯 - 家族数: 972 家族 - 人口密度: 56.6/人/km2（146.5 人/mi2） - 住居数: 1,612 軒 - 住居密度: 25.3軒/km2（65.6 軒/mi2） 人種別人口構成 - 白人: 98.00% - アフリカン・アメリカン: 0.31% - ネイティブ・アメリカン: 0.17% - アジア人: 0.50% - その他の人種: 0.31% - 混血: 0.72% - ヒスパニック・ラテン系: 0.67% | 収入と家計 - 収入の中央値 - 世帯: 37,378米ドル - 家族: 46,799米ドル - 性別 - 男性: 31,365米ドル - 女性: 21,831米ドル - 人口1人あたり収入: 18,233米ドル - 貧困線以下 - 対人口: 12.5% - 対家族数: 6.9% - 18歳未満: 16.2% - 65歳以上: 14.9% |

## 見どころ
- ウィスカセット新聞[22]
- メイン・イースタン鉄道[23]
- キャッスル・タッカー、1807年建設

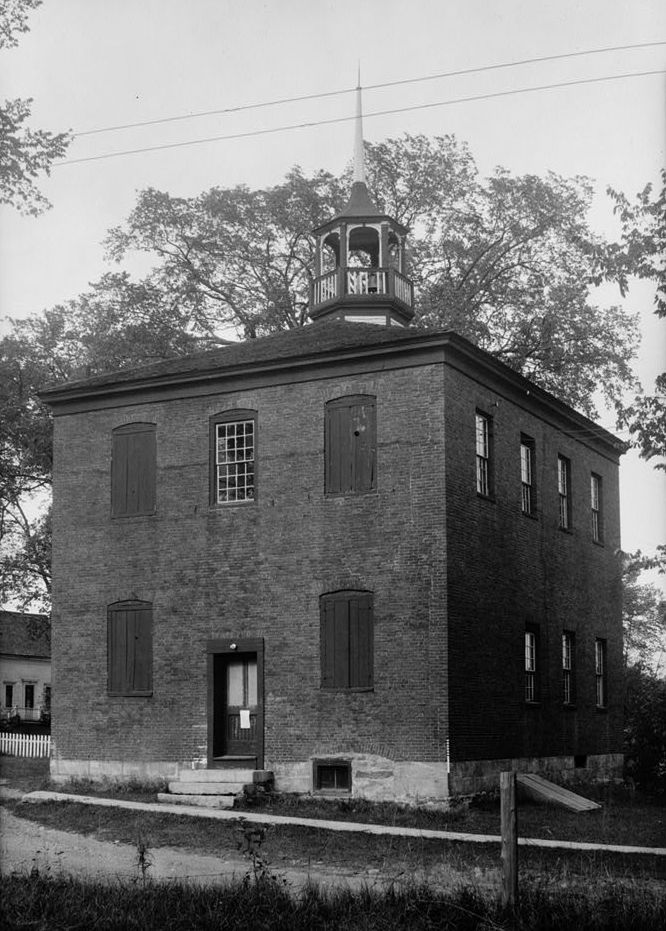
オールド・アカデミー、 1936年

- ニッケルズ・ソートウェル邸、1807年建設
- ウィスカセット監獄と博物館、1809年建設
- ウィスカセットの歴史的ランドマーク[24]

## 著名な出身者
- ジュリアナ・ハットフィールド、ミュージシャン、シンガーソングライター、ギタリスト、ベーシスト